# Đường kính thủy lực
Đường kính thủy lực, DH, là một đại lượng thường được sử dụng để giải quyết các dạng dòng chảy trong kênh hay trong những đường ống có tiết diện không tròn.
{\displaystyle D_{H}={\frac {4A}{P}}}
Với A diện tích phần mặt cắt and P chu vi ướt của phần mặt cắt
Đối với ống hình trụ, ta có:
{\displaystyle D_{H}=D}
Đường kính thủy lực bằng 4 lần bán kính thủy lực
Hình vành khuyên:
{\displaystyle D_{H}={\frac {4\cdot 0.25\pi (D_{o}^{2}-D_{i}^{2})}{\pi (D_{o}+D_{i})}}=D_{o}-D_{i}}
với Do là đường kính ngoài Di là đường kính trong
Ống tiết diện chữ nhật, lấp đầy hoàn toàn chất lỏng:
{\displaystyle D_{H}={\frac {4dr}{2(d+r)}}={\frac {2dr}{d+r}}}
Ống tiết diện chữ nhật, lấp đầy một phần chất lỏng
{\displaystyle D_{H}={\frac {4dr}{(d+2r)}}}
với d,r lần lượt là chiều dài và chiều rộng
Trường hợp đặc biệt ống tiết diện hình vuông, với d=r, do đó DH = d.
Đường kính thủy lực cũng được sử dụng để tính toán truyền nhiệt của dòng chảy nội.